# 哲学飛将碁

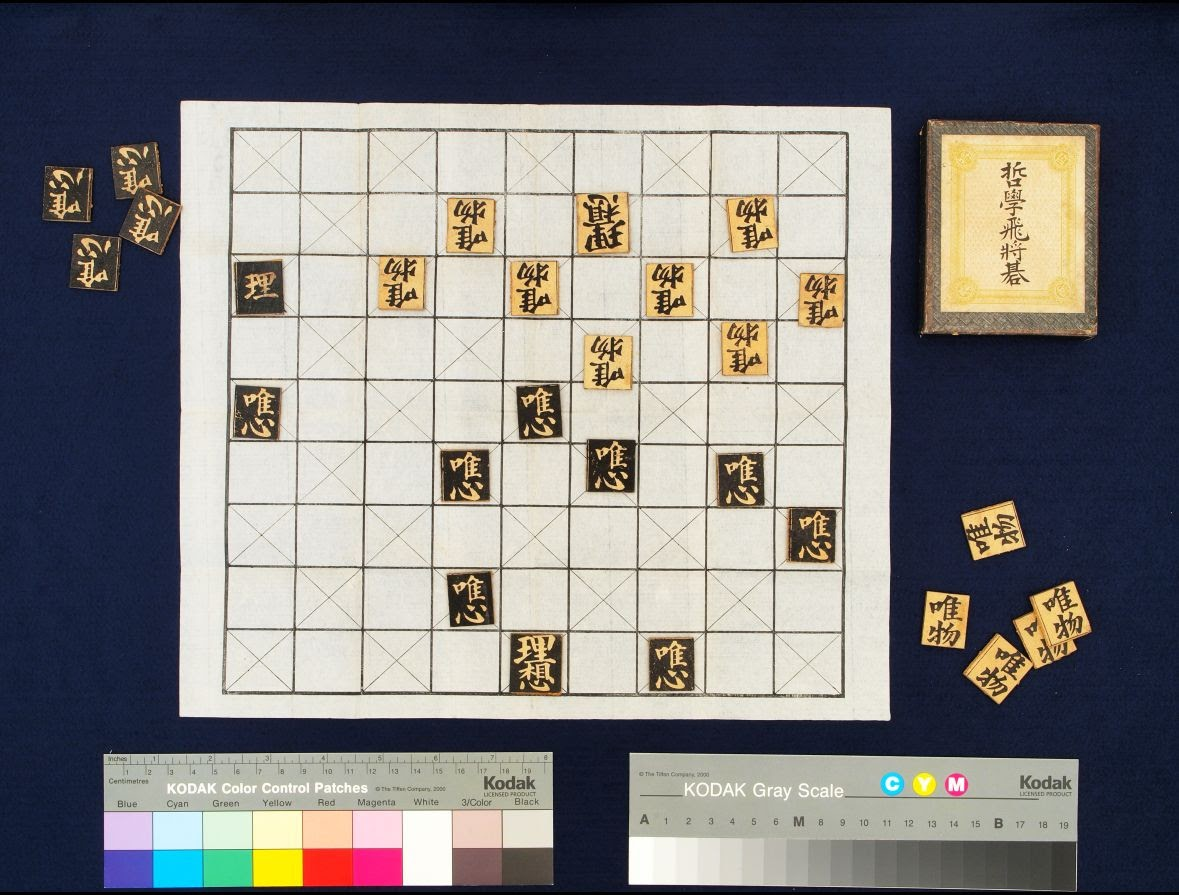

哲学飛将碁（てつがくとびしょうご）は、明治時代に井上円了が考案したチェッカーに似たボードゲーム。「哲学飛将碁」と手引書の『哲学飛将碁指南』は、明治23年1月に哲学書院（井上円了が設立した出版社）から刊行され、駒・盤のセットで6銭5厘で販売されていた。従来の囲碁・将棋は勝負が決するまでに時間がかかるため忙しい時代にはそぐわないとして、競技時間が短く、さらに哲学の教育にも役立つゲームを、囲碁と将棋のルールを折衷して開発したとされている。現代のイギリス式チェッカーのルールと似ていて、異なる点は、将棋と同じ縦横9マスであることと、将棋の玉将と同じように取られたら負ける駒（主票）がある、という2点だけである。二人零和有限確定完全情報ゲームである。

## ルール

### 道具
- 縦横9マスの盤面に、斜線の升目が市松模様で並んだ盤面[5]を用いる。駒は斜線のマス目に置く。
- 黒白2種類の駒（票）をそれぞれ14個ずつ用い、黒派と白派で争う。黒派は黒い文字が書かれている駒を、白派は白い文字が書かれている駒を用いる。黒と白それぞれ、大きな駒（主票）を1個と小さな駒（属票）を13個用いる[6]。
- 黒の属票には「唯物」、白の属票には「唯心」と書かれている[7]。唯物と唯心の裏面には、それぞれ「理」と書かれている。主票には「理想」と書かれている。

### 初期配置
- 初期配置図の様に並べてから、黒と白交互に指し手を進める。黒と白どちらが先手（先攻）となっても構わない。

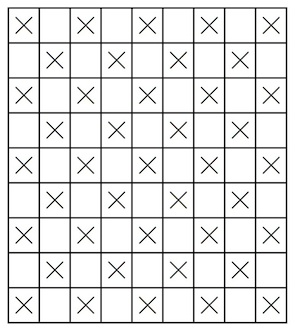
盤面
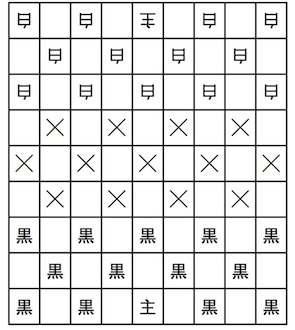
初期配置図

### 駒の動かし方
- 唯物と唯心は斜め前の2方向に1マス進むことができる。理想は斜め前と斜め後ろの4方向に1マス進む事ができる。動きはすべて斜めに限られるため、斜線のマス目のみを動く。属票が一番奧の列にまで進むと、裏返して「理」の面として、理想と同じ動きとなる。
- 自分の駒の斜め1つ前に敵の駒があり、同じ方向へさらに1つ斜め前へ進んだマス目に駒が置かれていない場合は、その空いているマス目に自分の駒を進めて、飛び越えた敵の駒を盤上から取り去ることができる。
  - 敵の駒を飛び越えて着地した箇所から、さらに敵の駒を飛び越えることが可能な時には、連続して飛び越える。
  - 連続して飛び越える時には、飛び越える方向を変えても良い。
  - 敵の駒が2個以上連続して並んでいる時には、飛び越えることができない。
  - 理想（理）は斜め前方だけでなく斜め後方に敵の駒を飛び越えることができる。
  - 敵の駒を飛び越えることができる時には、必ず飛び越えなければならない。

### 勝敗
- 主票を失った方が負けとなる[8]。

### 派生ルール
2種類の派生ルール（変則法）がある。
- 中央のマスに不動駒を置き、どの駒も不動駒を飛び越す事ができない。不動駒には、主票よりも一回り大きい黒い駒を用いる。
- 主票を用いず、唯物と唯心のみを用いる。この派生ルールのために、唯物と唯心はそれぞれ14個用意され、通常ルールでは1枚ずつ余る。